# Élection présidentielle américaine de 2004 au New Hampshire
 (août 2024).
L'élection présidentielle américaine de 2004 au New Hampshire a lieu le 2 novembre 2004 comme dans les 49 autres États qui composent les États-Unis ainsi que le district de Columbia. Les électeurs new-hampshirois choisissent des grands électeurs pour les représenter dans le collège électoral à travers un vote populaire. Le New Hampshire dispose en 2004 de 4 grands électeurs. L'État donne l'ensemble de ses grands électeurs au candidat du Parti démocrate, le sénateur des États-Unis pour le Massachusetts John Kerry. 
Le candidat vainqueur de ce scrutin dans tout le pays sera néanmoins le président sortant George W. Bush, qui débutera un second mandat à la présidence des États-Unis le 20 janvier 2005.   
Le New Hampshire est l'unique État ayant basculé du candidat républicain vers le candidat démocrate entre les élections présidentielles de 2000 et 2004.